# ميشيل بورث
ميشيل بورث (بالإنجليزية: Michelle Borth)‏ (ولدت في 19 أغسطس 1978) ممثلة أمريكية، ظهرت في فيلم تحذيرات صامتة عام 2003 ، والذي كان بمثابة محطة تعارف بينها وبين الجمهور، شاركت بعد ذلك في العديد من الأعمال أهمها أنت محظوظ عام 2007، فيلم طقوس عربدة قديمة جيدة عام 2011، شاركة في المسلسل هاواي فايف أو.

## نشأتها
نشأت بورث في مدينة نيويورك. والدتها من أصل إيطالي، وتمتلك شركة لتحسين المنازل. لديها شقيقان أصغر منها. كانت تطمح لأن تصبح لاعبة جمباز، لكنها اكتشفت لاحقًا موهبتها في التمثيل في معسكر تدريبي. التحقت بجامعة بيس، وحصلت على بكالوريوس الفنون الجميلة في المسرح وتاريخ الفن عام 2001.

## روابط خارجية
- ميشيل بورث على موقع IMDb (الإنجليزية)
- ميشيل بورث على موقع ميتاكريتيك (الإنجليزية)
- ميشيل بورث على موقع روتن توميتوز (الإنجليزية)
- ميشيل بورث على موقع قاعدة بيانات الأفلام العربية
- ميشيل بورث على موقع ألو سيني (الفرنسية)
- ميشيل بورث على موقع أول موفي (الإنجليزية)
- ميشيل بورث على موقع قاعدة بيانات الفيلم (الإنجليزية)
- ميشيل بورث على موقع ليتربوكسد (الإنجليزية)
- ميشيل بورث على موقع كينوبويسك (الروسية)